# Pseudocapitella
Pseudocapitella är ett släkte av ringmaskar. Pseudocapitella ingår i familjen Capitellidae.
Kladogram enligt Catalogue of Life:
| Pseudocapitella | \| \| Pseudocapitella fauveli \| \| \| \| \| \| Pseudocapitella incerta \| \| \| \| |
|                 | \| \| Pseudocapitella fauveli \| \| \| \| \| \| Pseudocapitella incerta \| \| \| \| |
|                 | Pseudocapitella fauveli                                                             |
|                 |                                                                                     |
|                 | Pseudocapitella incerta                                                             |
|                 |                                                                                     |